# アラン・デル
アラン・デル（Allan Dell、1992年3月16日 - ）は、ユナイテッド・ラグビー・チャンピオンシップ、グラスゴー・ウォリアーズに所属するラグビーユニオン選手。

## プロフィール
- 南アフリカ・ヒューマンズドロップ出身。
- ポジションはプロップ(PR)。
- 身長 186cm、体重 105kg
- U20南アフリカ代表に選ばれたことがある[1]。
- スコットランド代表キャップは32（2020年3月現在）でワールドカップ2019のスコットランド代表に選ばれた[2]。
- ブリティッシュ・アンド・アイリッシュ・ライオンズに選ばれたことがある[3]。

## 略歴
シャークス、エディンバラを経て、2019年、ロンドン・アイリッシュに加入。 
2022年、グラスゴー・ウォリアーズに加入。